# Robert Waddell
Robert Norman Waddell –conocido como Rob Waddell– (Te Kuiti, 7 de enero de 1975) es un deportista neozelandés que compitió en remo y vela, campeón olímpico en Sídney 2000 y doble campeón mundial. Su esposa, Sonia Scown, compitió en el mismo deporte.

## Trayectoria
Participó en tres Juegos Olímpicos de Verano, obteniendo una medalla de oro en Sídney 2000, en la prueba de scull individual, el séptimo lugar en Atlanta 1996 (scull individual) y el cuarto en Pekín 2008 (doble scull).
Ganó dos medallas de oro en el Campeonato Mundial de Remo, en los años 1998 y 1999.
En 2000 fue nombrado oficial de la Orden del Mérito de Nueva Zelanda (ONZM). Después de dejar el remo, compitió en regatas de yates de vela, y participó en tres ediciones de la Copa América (2003, 2007 y 2013) como parte del Team New Zealand.
Fue el jefe de misión de los equipos olímpicos de Nueva Zelanda en los Juegos de Río de Janeiro 2016 y Tokio 2020.

## Palmarés internacional
| Juegos Olímpicos   | Juegos Olímpicos        | Juegos Olímpicos | Juegos Olímpicos |
| Año                | Lugar                   | Medalla          | Prueba           |
| ------------------ | ----------------------- | ---------------- | ---------------- |
| 2000               | Sídney (Australia)      | Medalla de oro   | Scull individual |
| Campeonato Mundial |                         |                  |                  |
| Año                | Lugar                   | Medalla          | Prueba           |
| 1998               | Colonia (Alemania)      | Medalla de oro   | Scull individual |
| 1999               | St. Catharines (Canadá) | Medalla de oro   | Scull individual |